# SimsalaGrimm
SimsalaGrimm ist eine deutsche Zeichentrickserie, die von 1999 bis 2010 produziert wurde. Die Serie behandelt in den Folgen verschiedene populäre Märchen der Brüder Grimm, ab der dritten Staffel auch Märchen von Hans Christian Andersen, Wilhelm Hauff und Joseph Jacobs.

## Inhalt
Die gezeigten Märchen wurden leicht geändert und werden von zwei Hauptpersonen – Fantasiewesen, die dem jeweiligen Helden der Märchen beistehen und aktiv im Geschehen mitwirken – erzählt. Diese sind der lebenslustige Schelm Yoyo („Held der 1000 Abenteuer, ab Staffel 3 - der größte Abenteuerer seit eigentlich schon immer“) und der Wissenschaftler, Arzt, Philosoph und Bücherwurm Doc Croc („Crocy“). Sie tauchen mit einem sprechenden, fliegenden Märchenbuch in die Geschichten ein und erleben sie mit.

## Episodenliste

### Staffel 1 (1999)
| Nr. (ges.) | Nr. (St.) | Originaltitel                                         | Autor des Märchens |
| ---------- | --------- | ----------------------------------------------------- | ------------------ |
| 01         | 01        | Das tapfere Schneiderlein                             | Gebrüder Grimm     |
| 02         | 02        | Der Däumling                                          | Gebrüder Grimm     |
| 03         | 03        | Hänsel und Gretel                                     | Gebrüder Grimm     |
| 04         | 04        | Der Wolf und die sieben Geißlein                      | Gebrüder Grimm     |
| 05         | 05        | Der Teufel mit den drei goldenen Haaren               | Gebrüder Grimm     |
| 06         | 06        | Die sechs Diener                                      | Gebrüder Grimm     |
| 07         | 07        | Der Meisterdieb                                       | Gebrüder Grimm     |
| 08         | 08        | Rapunzel                                              | Gebrüder Grimm     |
| 09         | 09        | König Drosselbart                                     | Gebrüder Grimm     |
| 10         | 10        | Märchen von einem, der auszog, das Fürchten zu lernen | Gebrüder Grimm     |
| 11         | 11        | Rumpelstilzchen                                       | Gebrüder Grimm     |
| 12         | 12        | Der gestiefelte Kater                                 | Gebrüder Grimm     |
| 13         | 13        | Brüderchen und Schwesterchen                          | Gebrüder Grimm     |

### Staffel 2 (2000)
| Nr. (ges.) | Nr. (St.) | Originaltitel              | Autor des Märchens |
| ---------- | --------- | -------------------------- | ------------------ |
| 14         | 01        | Die Bremer Stadtmusikanten | Gebrüder Grimm     |
| 15         | 02        | Rotkäppchen                | Gebrüder Grimm     |
| 16         | 03        | Tischlein deck dich        | Gebrüder Grimm     |
| 17         | 04        | Der treue Johannes         | Gebrüder Grimm     |
| 18         | 05        | Die Kristallkugel          | Gebrüder Grimm     |
| 19         | 06        | Das blaue Licht            | Gebrüder Grimm     |
| 20         | 07        | Aschenputtel               | Gebrüder Grimm     |
| 21         | 08        | Schneewittchen             | Gebrüder Grimm     |
| 22         | 09        | Dornröschen                | Gebrüder Grimm     |
| 23         | 10        | Die sechs Schwäne          | Gebrüder Grimm     |
| 24         | 11        | Die Gänsehirtin am Brunnen | Gebrüder Grimm     |
| 25         | 12        | Der Froschkönig            | Gebrüder Grimm     |
| 26         | 13        | Die Gänsemagd              | Gebrüder Grimm     |

### Staffel 3 (2010)
| Nr. (ges.) | Nr. (St.) | Originaltitel                   | Autor des Märchens              |
| ---------- | --------- | ------------------------------- | ------------------------------- |
| 27         | 01        | Hans und die Bohnenranke        | Benjamin Tabart                 |
| 28         | 02        | Allerleirauh                    | Gebrüder Grimm                  |
| 29         | 03        | Der Hase und der Igel           | Gebrüder Grimm                  |
| 30         | 04        | Der alte Sultan                 | Gebrüder Grimm                  |
| 31         | 05        | Frau Holle                      | Gebrüder Grimm                  |
| 32         | 06        | Die drei kleinen Schweinchen    | Joseph Jacobs                   |
| 33         | 07        | Die vier kunstreichen Brüder    | Gebrüder Grimm                  |
| 34         | 08        | Der Zauberer-Wettkampf          | Ludwig Bechstein                |
| 35         | 09        | Die Nachtigall                  | Hans Christian Andersen         |
| 36         | 10        | Die Schöne und das Biest        | Gabrielle-Suzanne de Villeneuve |
| 37         | 11        | Die zertanzten Schuhe           | Gebrüder Grimm                  |
| 38         | 12        | Hans im Glück                   | Gebrüder Grimm                  |
| 39         | 13        | Der kleine Muck                 | Wilhelm Hauff                   |
| 40         | 14        | Goldlöckchen und die drei Bären | Robert Southey                  |
| 41         | 15        | Aladin und die Wunderlampe      | Tausendundeine Nacht            |
| 42         | 16        | Kalif Storch                    | Wilhelm Hauff                   |
| 43         | 17        | Der Trommler                    | Gebrüder Grimm                  |
| 44         | 18        | Schneeweißchen und Rosenrot     | Gebrüder Grimm                  |
| 45         | 19        | Der Bärenhäuter                 | Gebrüder Grimm                  |
| 46         | 20        | Die kleine Meerjungfrau         | Hans Christian Andersen         |
| 47         | 21        | Pinocchio                       | Carlo Collodi                   |
| 48         | 22        | Der Eisenhans                   | Gebrüder Grimm                  |
| 49         | 23        | Des Kaisers neue Kleider        | Hans Christian Andersen         |
| 50         | 24        | Jorinde und Joringel            | Gebrüder Grimm                  |
| 51         | 25        | Das Löweneckerchen              | Gebrüder Grimm                  |
| 52         | 26        | Die drei Federn                 | Gebrüder Grimm                  |

## Produktion und Veröffentlichung
Das Format der Serie wurde vom Autorenteam André Sikojev und Stefan Beiten konzipiert und von Greenlight Media produziert. Mit der Ausführung wurde das Animationsstudio Hahn Film beauftragt, Regie führten Gerhard Hahn und Chris Doyle. Koproduzierender Sender war der NDR. Es entstanden zwei Staffeln mit insgesamt 26 Folgen.
Erstmals im Fernsehen zu sehen war die erste Staffel vom 1. November 1999 bis zum 17. November 1999 im Kinderkanal. Die zweite Staffel folgte vom 5. Juli 2000 bis zum 21. Juli 2000. Die Serie, die von Anfang an für eine internationale Vermarktung produziert wurde, wurde inzwischen in mehr als 120 Länder exportiert.
Es existieren zwei Veröffentlichungen auf DVD. In der neueren Auflage erschienen 40 von 52 Episoden. Die zwölf fehlenden Episoden sind nur in der alten Auflage erhältlich. 24 Episoden wurden darüber hinaus als Hörspiel bearbeitet und veröffentlicht.
Eine dritte Staffel von weiteren 26 Episoden wurde von der Greenlight Media produziert. Koproduzierender Sender war wieder der NDR, weitere Koproduzenten waren Magma Films in Irland und Millimages in Frankreich.
Die deutsche Erstausstrahlung der dritten Staffel war ab Dezember 2010 im KiKA zu sehen.
Im März 2019 wurde der Umzug der Serie in die Fabula Media Group bekannt gegeben, die eine vierte Staffel und ein Filmprojekt bestätigte.
Am 16. Dezember 2022 erschien eine limitierte SimsalaGrimm-Komplettbox auf DVD und Blu-ray mit allen 52 Folgen. In dieser sind jedoch die drei Staffeln der Serie in zweien zusammengefasst. Ebenso ist eine Soundtrack-CD enthalten. Am 7. November 2021 wurde eine Hörspielreihe für Anfang 2022 angekündigt. Die erste Folge, basierend auf „Die sieben Raben“, erschien am 11. Februar auf Spotify, Deezer und Napster. Anschließend erschien am 17. Mai 2023 eine zweite Folge, basierend auf „Der Königssohn, der nichts fürchtete“, gefolgt von einer dritten Folge, basierend auf „Der mutige Flötenspieler“, am 20. Oktober 2023, einer vierten Folge, basierend auf „Die Wichtelmänner“, am 17. November 2023, einer fünften Folge, basierend auf „Die Bienenkönigin“, am 15. März 2024 und einer sechsten Folge, basierend auf „Der Dieb und der Kaufmann“, am 14. Juni 2024. Daneben ist eine neue Spin-off-Miniserie namens „Yoyo and Doc Croc’s Grand Tour“ in Produktion, sowie ein TV-Special, basierend auf „Das Wasser des Lebens“.

## Synchronisation
| Rolle                                                                            | deutscher Sprecher       | Anzahl Folgen |
| -------------------------------------------------------------------------------- | ------------------------ | ------------- |
| Yoyo                                                                             | Hubertus von Lerchenfeld | 52            |
| Doc Croc                                                                         | Jörg Stuttmann           | 52            |
| Märchenbuch                                                                      | Bert Franzke             | 26            |
| Esel, Graf von Greif, Wolf, Pferd Falada, der treue Johannes, Teufel und weitere | Manfred Erdmann          | 10            |
| Schneewittchen und weitere Prinzessinnen                                         | Michele Sterr            | 10            |
| Katze Augusta, Königin von Oberstauvortanien, Oma vom Teufel und weitere         | Angelika Bender          | 09            |
| Frau Wolf, Mutter Maus, verschiedene Hexen und Mägde                             | Eva Maria Bayerwaltes    | 09            |
| Vogel, Hänsel, jüngstes Geißlein, Prinzessin Rosalia und weitere Prinzessinnen   | Solveig Duda             | 09            |
| Müllerstochter Sissi, Dornröschen, Prinzessin Elisabeth                          | Beate Pfeiffer           | 09            |
| Rumpelstilzchen, Dreiköpfiges Monster, Flammenmännchen                           | Willi Röbke              | 05            |

## Musik
Im Februar 2024 konnte sich Luca-Dante Spadafora mit einem Techno-Remix des deutschen SimsalaGrimm-Outro-Songs Ich nehm dich bei der Hand in den deutschen Singlecharts platzieren. Die Single erreichte als Peakposition Platz 71 und konnte sich über vier Wochen in den Charts halten.